# Discografia di Moguai
La discografia di Moguai contiene la musica pubblicata dal 1994 a oggi. Include 3 album, 88 tra singoli ed EP e 15 raccolte tra compilation e sample pack.

## Album in studio
| Anno | Dettagli                                                                                       |
| ---- | ---------------------------------------------------------------------------------------------- |
| 2010 | We Ar Lyve - Pubblicato: 10 maggio 2010 - Etichetta: Mau5trap - Formati: Download digitale, CD |
| 2012 | Mpire - Pubblicato: 28 febbraio 2012 - Etichetta: Mau5trap - Formati: Download digitale, CD    |
| 2021 | Colors - Pubblicato: 1 ottobre 2021 - Etichetta: Punx Records - Formati: Download digitale, CD |

## Singoli ed EP
| Anno | Titolo                                                         | Etichetta                                   |
| ---- | -------------------------------------------------------------- | ------------------------------------------- |
| 1994 | Best Before End EP                                             | Important Records                           |
| 1995 | Torque Flight                                                  | Important Records                           |
| 1998 | Beatbox/Higher (Dial M for Moguai)                             | Superfly/Kosmo                              |
| 1998 | Bang the Drum (Dial M for Moguai)                              | Superfly/Kosmo                              |
| 1999 | Go high/Are you different (Dial M for Moguai)                  | Punx/Kosmo                                  |
| 1999 | King of Rock (Dial M for Moguai)                               | Kosmo                                       |
| 2000 | Into Another (Talla 2XLC calls Moguai)                         | Tetsuo                                      |
| 2001 | The Rock (Moguai pres. Punx)                                   | PUNX/Eastwest                               |
| 2001 | U Know Y                                                       | PUNX/BMG/ Ministry of Sound Australia       |
| 2002 | Get:On                                                         | PUNX/Superstar/ Ministry of Sound Australia |
| 2003 | Freaks                                                         | PUNX/Superstar/ Ministry of Sound Australia |
| 2004 | In the Middle (Sugababes)                                      | Universal/World                             |
| 2004 | Old N New/ Go ahead                                            | PUNX/Superstar                              |
| 2005 | Y.E.A.H. (PUNX)                                                | PUNX                                        |
| 2005 | Live at the Kink Australia                                     | PUNX                                        |
| 2005 | Sasha (Sex Secret) (con 2Raumwohnung)                          | Punx/It Sounds/Sony BMG                     |
| 2006 | I want, I need, I love (Moguai for Sensation White)            | PUNX/ID and T/ Kontor                       |
| 2006 | Tonight                                                        | PUNX                                        |
| 2006 | Ataque                                                         | PUNX                                        |
| 2007 | Freaks 2007 (con Tocadisco)                                    | Superstar                                   |
| 2007 | Robot Soul                                                     | Superstar                                   |
| 2007 | Something Kinda Ooh (Girls Aloud)                              | Universal                                   |
| 2007 | Fling (Girls Aloud)                                            | Universal                                   |
| 2008 | Diamond Back/Ray (con Zenker)                                  | BluFin                                      |
| 2008 | Kick Out The Jam                                               | PUNX/IO Music                               |
| 2008 | Sittin on Chrome                                               | miKontor                                    |
| 2008 | Still Sittin on Chrome (vs. Sebastian Ingrosso)                | Refune                                      |
| 2008 | Wild Thing (vs. Tone Loc)                                      | Delicious Vinyl                             |
| 2008 | Beat Box (Dial M for Moguai)                                   | PUNX                                        |
| 2009 | The Trip                                                       | Toca 45                                     |
| 2009 | ZYVOX                                                          | Mau5trap                                    |
| 2009 | Lyve/Impereal                                                  | Mau5trap                                    |
| 2009 | I.D.Y. (I Dance You)                                           | PUNX                                        |
| 2009 | Oyster                                                         | Mau5trap                                    |
| 2010 | Nyce/Blau                                                      | Mau5trap                                    |
| 2010 | 8001/Stay Planetary EP                                         | Mau5trap                                    |
| 2010 | Get Fresh                                                      | Skint Records                               |
| 2010 | We Want Your Soul                                              | Size Records                                |
| 2011 | Original Hardcore (con WestBam)                                | Skint Records                               |
| 2011 | Optinuum                                                       | Mau5trap                                    |
| 2011 | Beat of the Drum featuring SOFI                                | Mau5trap                                    |
| 2011 | Ya Mama (Push The Tempo) (vs. Fatboy Slim)                     | Skint Records                               |
| 2011 | Oxygen featuring Fiora                                         | Mau5trap                                    |
| 2012 | Mpire                                                          | Mau5trap                                    |
| 2012 | Lyme (Moguai's Crushed Lyme Mix)                               | Mau5trap                                    |
| 2012 | In n'Out (Tommy Trash Club Mix)                                | Mau5trap                                    |
| 2012 | Brunette (con AN21 e Max Vangeli)                              | SIZE Records                                |
| 2013 | Mammoth (con Dimitri Vegas & Like Mike)                        | Spinnin' Records                            |
| 2013 | Champs                                                         | SIZE Records                                |
| 2013 | PunkOmat                                                       | Punx Records                                |
| 2013 | When I Rock                                                    | Punx Records                                |
| 2013 | Can't Stop featuring Niles Mason                               | Spinnin' Records                            |
| 2014 | ACIIID                                                         | Spinnin' Records                            |
| 2014 | The Future                                                     | Punx Records                                |
| 2014 | Real Life (con TST e Amba Shepherd)                            | Musical Freedom                             |
| 2014 | K I X S                                                        | Spinnin' Records                            |
| 2015 | The Zound (Energy Flash) (con Joey Beltram e Cobra Effect)     | Fly Eye Records                             |
| 2015 | Portland (con Watermät)                                        | Spinnin' Records                            |
| 2015 | Hold On (feat. Cheat Codes)                                    | Spinnin' Deep                               |
| 2016 | Save Tonight (con Robin Schulz feat. Solamay)                  | Tonspiel / Warner                           |
| 2016 | You'll See Me (feat. Tom Cane)                                 | Tonspiel / Warner                           |
| 2016 | One Day Hero (Moguai Edit) (One Day Hero feat. Lions Head)     | Spinnin' Deep                               |
| 2016 | Pray for Rain                                                  | Tonspiel/Warner                             |
| 2017 | Tinhauser                                                      | Spinnin' Deep                               |
| 2017 | Satisfied (con AKA AKA)                                        | Enormous Tunes                              |
| 2017 | Say A Little Prayer (con Polina)                               | Spinnin' Deep                               |
| 2017 | Bright Light (con Tinlicker)                                   | Mau5trap                                    |
| 2018 | Lee (con Zonderling)                                           | Heldeep Records                             |
| 2018 | Home (con AKA AKA)                                             | Axtone Records                              |
| 2018 | Sometimes (con Raumakustik)                                    | Spinnin' Deep                               |
| 2018 | I Like It (con Macon)                                          | Heldeep Records                             |
| 2018 | Arcade Mammoth (vs. Dimtri Vegas & Like Mike vs. W&W)          | Smash The House                             |
| 2018 | The Greatest Speech (con Raumakustik feat. The Great Dictator) | Spinnin' Deep                               |
| 2018 | Tetra                                                          | Spinnin' Deep                               |
| 2019 | Faith (con Luciana)                                            | Heldeep Records / Spinnin' Records          |
| 2019 | Cucumba (con Oliver Heldens)                                   | Heldeep Records                             |
| 2019 | Don't Stop (con Moe Mitchell)                                  | Spinnin' Records                            |
| 2019 | Everybody's Got to Learn Sometime                              | Heldeep                                     |
| 2019 | Green Sally Up                                                 | Big Beat Records                            |
| 2019 | Commander                                                      | Spinnin' Deep                               |
| 2020 | DT64 (con Kai Tracid)                                          | Heldeep                                     |
| 2020 | Commander For The Night                                        | Spinnin' Records                            |
| 2020 | Spring                                                         |                                             |
| 2020 | Sad Boy, Happy Girl / Lyfe Lyne (con Rebecca & Fiona)          | 720Mau5                                     |
| 2020 | Happiness (con Ilira e Tomcraft)                               | Spinnin' Records                            |
| 2021 | Nitro (con Selva e Bright Sparks)                              | Controversia                                |
| 2021 | Next To You (feat. Jasmine Pace)                               | Punx Records                                |
| 2021 | Adventures of Babylon (feat. Dissolut)                         | Dim Mak Records                             |

## Remix
| Anno | Titolo                            | Artista                                                | Etichetta                |
| ---- | --------------------------------- | ------------------------------------------------------ | ------------------------ |
| 1999 | Sketches in the Spring            | Cosmic Baby                                            | Intercord                |
| 1999 | To the Rhythm                     | Yves Deruyter                                          | Bonzai Records           |
| 1999 | Too Much Rain                     | United DJs for Central America                         | CDL                      |
| 1999 | Overdrive                         | DJ Sandy vs. Housetrap                                 | Kosmo                    |
| 2000 | Feel it                           | Inaya Day                                              | Positiva UK              |
| 2000 | The Baguio Track                  | Luzon                                                  | Yoshitoshi Records       |
| 2000 | Light Speed                       | Oliver Lieb                                            | DATA                     |
| 2001 | 7Colours                          | Lost Witness                                           | EMI                      |
| 2001 | Island                            | Orinoko                                                | Dance Division           |
| 2001 | I'm Not Homesick                  | Santos                                                 | ZYX Music                |
| 2002 | Emerge                            | Fischerspooner                                         | Ministry of Sound USA    |
| 2002 | Ich Und Elaine                    | 2Raumwohnung                                           | It Sounds/Sony BMG       |
| 2002 | Lazy                              | Xpress 2 vs. David Byrn                                | Skint Records            |
| 2003 | Who Said (Stuck in the UK)        | Planet Funk                                            | Illustrious/Sony UK      |
| 2005 | Die Nacht                         | Schiller e Thomas D                                    | Universal Music          |
| 2005 | Geht's Noch                       | Roman Flügel                                           | Cocoon Recordings        |
| 2006 | Casino                            | NU NRG                                                 | Vandit Records           |
| 2006 | Nichts Von Alledem (Tut Mir Leid) | Rosenstolz                                             | Universal Music          |
| 2006 | Sweet Child of Mine               | Flat Pack                                              | We Play                  |
| 2007 | Freak in the Morning              | Tocadisco                                              |                          |
| 2008 | 1, 2, 3...                        | Alexander Marcus                                       | Kontor                   |
| 2008 | Cracks                            | Meat Katie                                             | Lot49                    |
| 2008 | Tabasco                           | Kohlbecker e Eilmes                                    | We Play                  |
| 2009 | This Must Be It                   | Röyksopp                                               | Wall of sound            |
| 2009 | Hell Yeah                         | UAF Anthem                                             | Sony Music AU            |
| 2009 | Release Me                        | Agnes                                                  | Warner Music             |
| 2009 | Leave Me Amor                     | Ryskee                                                 | We Play                  |
| 2009 | Float My Boat                     | Lazy Jay                                               | BigandDirty/We Play/News |
| 2009 | Supply And Demand                 | Fischerspooner                                         | DIM MAK USA              |
| 2009 | Slide                             | Funkerman                                              | Flamingo Records         |
| 2009 | Quadrillion                       | Big World feat. Markus Binapfl                         | PUNX                     |
| 2009 | Let's Get Bleeped Tonight         | Dada Life                                              | Big and Dirty            |
| 2009 | One Time We Lived                 | Moby                                                   | Little Idiot             |
| 2010 | Dynamik                           | Michael Woods                                          | Mau5trap                 |
| 2010 | Song for a Girl                   | Moonbeam                                               | Blackhole Recordings     |
| 2010 | Black Magic                       | The Green Children                                     | Knightingale             |
| 2011 | Get on You                        | Xpress 2                                               | Skint Records            |
| 2011 | Zaman                             | Felix Da Housecat                                      | Doorn Records            |
| 2011 | Bangduck                          | Afrojack                                               | Wall Recordings          |
| 2011 | Diamond Jigsaw                    | Underworld                                             | OM Recordings            |
| 2011 | I Wanna Go                        | Britney Spears                                         | JIVE                     |
| 2011 | Never Will Be Mine                | Rye Rye and Robyn                                      | Interscope USA           |
| 2011 | Best Thing I've Never Had         | Beyoncé                                                | JIVE                     |
| 2012 | I'm Not Leaving                   | The Crystal Method feat. Martha Reeves & The Funk Bros | Tiny E Music             |
| 2012 | Keep Running The Melody           | Wally Lopez feat. Kreesha Turner                       | EMI Spain                |
| 2012 | Dark Side                         | Kelly Clarkson                                         | RCA Records              |
| 2012 | Steve Jobs                        | Steve Aoki feat. Angger Dimas                          | Ultra Records            |
| 2012 | Extreme Ways (Bourne's Legacy)    | Moby                                                   | Little Idiot             |
| 2013 | You Need the Drugs                | WestBam                                                | Vertigo Records          |
| 2015 | White Clouds                      | DVBBS                                                  | Spinnin' Remixes         |
| 2015 | Show Me Love                      | Robin Schulz and J.U.D.G.E.                            | Tonspiel                 |
| 2015 | Save Tonight                      | Robin Schulz featuring Solamay                         | Tonspiel                 |
| 2016 | Blind                             | Feder featuring Emmi                                   | Feder                    |
| 2017 | Momentuum                         | One Day Hero                                           | AFTR:HRS                 |
| 2017 | Donderdag                         | Tinlicker                                              | Mau5trap                 |
| 2018 | This Mountain                     | Faouzia                                                | Warner Canada            |
| 2019 | Summer Lover                      | Oliver Heldens featuring Devin and Nile Rodgers        | Kangarooli Tracks        |
| 2019 | Break My Broken Heart             | Winona Oak                                             | Atlantic Recording       |
| 2020 | Hold On                           | Moguai feat. Cheat Codes                               | Spinnin' Records         |

## Compilation
| Anno | Titolo                  | Artista                     | Etichetta         |
| ---- | ----------------------- | --------------------------- | ----------------- |
| 1996 | The Club Tribune        | Moguai                      | SPV               |
| 1999 | Cosmonauts by Moguai    | Moguai                      | BMG               |
| 1999 | Dorian Grey Techno Club | Moguai                      | Sony Music        |
| 2002 | Headliners              | Moguai                      | Ministry of Sound |
| 2002 | Live at the K           | Ministry of Sound Australia |                   |
| 2005 | Worldleague Vol. I      | Moguai                      | Silly spider      |
| 2007 | Sea of Love Vol. I      | Moguai                      | Big City Beats    |
| 2008 | I Am X                  | Moguai                      | PUNX/Kontor       |
| 2009 | Punx Up The Volume      | Moguai                      | Ministry of Sound |
| 2011 | Lyve From Beta Denver   | Moguai                      | Mau5trap          |

## Sample pack
| Anno | Titolo              | Artista                  | Etichetta                 |
| ---- | ------------------- | ------------------------ | ------------------------- |
| 2009 | The Sample Boutique | Moguai pres. Loopmasters | Loopmasters               |
| 2011 | Lyve Elements       | Moguai                   | Mau5trap/Sample to Sample |